# 爱的大游行

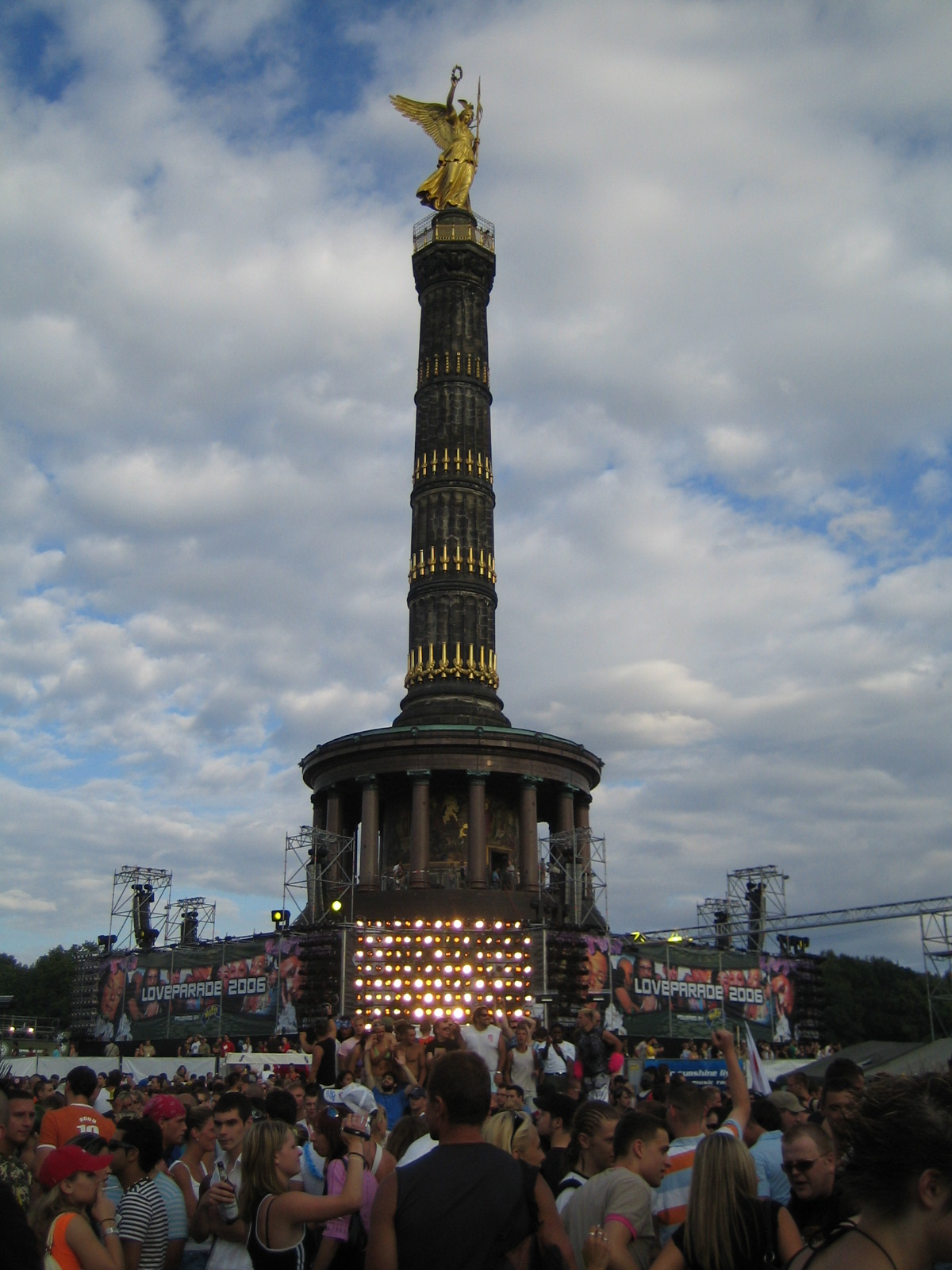
2006年“爱的大游行”，摄于凯旋柱

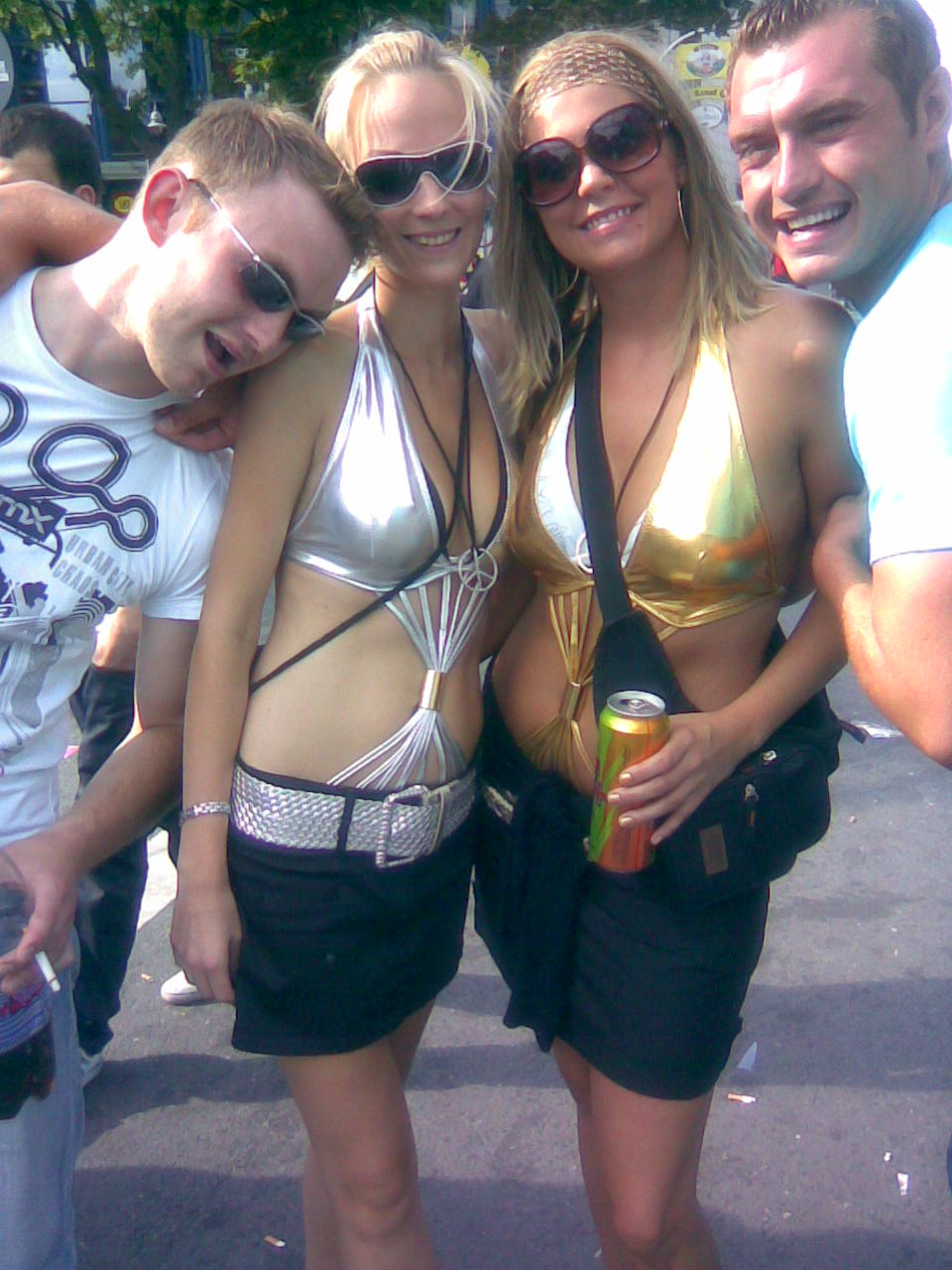
2010年

“爱的大游行”是始于1989年的露天电子音乐舞会，每年在德國舉行的電子音樂節與遊行，最早是1989年於柏林舉行，形式是和平遊行，四個月後柏林圍牆倒塌，其後逐漸演變成今天的大型露天音樂節，以音樂和舞蹈宣示愛與和平的主題。除2004、2005和2009年未举办外，每年举办一次，1989-2006年是在德国柏林进行，2007年後则是在鲁尔区举行。它是世界上规模最大的舞会活动，自首办以来已吸引了约1200万人参与。
2010年7月24日在杜伊斯堡举行的活动由于过度拥挤而发生踩踏事故，造成21人丧生，超過511人受伤。罹難人士包含了7名外國籍人士：1名澳洲女性、1名義大利女性、1名荷蘭男性、1名中國女性、1名波士尼亞人和2名西班牙人。由於發生嚴重踩踏死傷事件，德國電子音樂節愛的大遊行已永久停止舉辦。